# Birgerius
Birgerius là một chi nhện trong họ Linyphiidae.